# Petrichus ornatus
Petrichus ornatus är en spindelart som beskrevs av Rita Delia Schiapelli och Gerschman 1942. Petrichus ornatus ingår i släktet Petrichus och familjen snabblöparspindlar. Inga underarter finns listade i Catalogue of Life.